# Varanus albigularis ionidesi
Kỳ đà họng đen hay còn gọi là kỳ đà hắc hầu hay kỳ đà Tanzania (Danh pháp khoa học: Varanus albigularis ionidesi) là một phân loài kỳ đà của loài Varanus albigularis, đây là phân loài kỳ đà thuộc loài bản địa của Tanzania. Chúng hiện nay được ưa chuộng nuôi làm thú cưng độc lạ ở Mỹ.

## Từ nguyên
Tên gọi chung của nó có thành tố Varanus tức là kỳ đà có nguồn gốc từ một từ tiếng Ả Rập: waral (ورل), được dịch sang tiếng Anh là "cảnh giác" hoặc "cảnh báo". Tên cụ thể của nó là albigularis xuất phát từ sự kết hợp của hai từ tiếng Latin: albus có nghĩa là "trắng" và ý nghĩa Gula có nghĩa là "cổ họng". Danh pháp ba phần của nó là ionidesi, là tên gọi đặt theo trong danh dự của Constantine John Philip Ionides (1901-1968), một gã được gọi là "Người đàn ông rắn của Đông Phi thuộc Anh".

## Đặc điểm
Kỳ đà hắc hầu (V.a.ionidesi) có bề ngoài thường là một màu xám-nâu với những mảng màu vàng hoặc trắng và dưới cái họng của chúng thì có màu đen, và chúng có thể đạt chiều dài tới bảy feet (2 m) và cân nặng hơn 60 pound (27 kg). Nó là phân loài lớn nhất trong bốn phân loài của loài kỳ đà V.albigularis. Trong điều kiện nuôi nhốt, chúng nên được cắt và làm cùn móng vì bộ móng dài và cơ khỏe sẽ khiến chúng dễ gây thương tích.
Trong điều kiện nuôi nhốt kỳ đà hắc hầu (V.a.ionidesi) ăn chủ yếu là toàn bộ con mồi (nuốt chửng), gồm các loài gặm nhấm bị giết sẵn chẳng hạn như chuột, chuột nhà, rắn, thằn lằn, động vật thân mềm nước ngọt, chim nhỏ, gián lớn, động vật giáp xác, cá, và trứng. Mặc dù những con vật này thường được chấp nhận được thức ăn cho chó và thức ăn cho mèo nhưng nó không nên cho ăn như một chế độ ăn uống chủ yếu do một thành phần chất dinh dưỡng không đúng cách và hàm lượng calo cao. Trong tự nhiên, chúng sẽ ăn bất cứ điều gì mà nó có thể bắt được. 